# Конрад (Ајова)
Конрад (енгл. Conrad) град је у америчкој савезној држави Ајова. По попису становништва из 2010. у њему је живело 1.108 становника.

## Демографија
Према попису становништва из 2010. у граду је живело 1.108 становника, што је 53 (5,0%) становника више него 2000. године.
| Група             | 2000.         | 2010.         |
| Белци             | 1.040 (98,6%) | 1.084 (97,8%) |
| Афроамериканци    | 0 (0,0%)      | 4 (0,4%)      |
| Азијати           | 0 (0,0%)      | 3 (0,3%)      |
| Хиспаноамериканци | 6 (0,6%)      | 7 (0,6%)      |
| Укупно            | 1.055         | 1.108         |